# Страхование жилья
Страхование жилья является одним из видов имущественного страхования, которое охватывает частную резиденцию. Оно включает различные виды индивидуального страхования, которые могут включать потери, связанные с жильём или расположенным в нём его имуществом, потерю использования (дополнительные расходы на проживание) или потерю личных вещей домовладельца, а также страхование ответственности за несчастные случаи, которые могут произойти дома.
Кроме того, страхование жилья обеспечивает финансовую защиту от стихийных бедствий. Стандартный полис страхования жилья страхует сам дом вместе с вещами, хранящимися внутри.

## Описание
Полис страхования жилья включает как страхование имущества, так и покрытие ответственности, с неделимой премией, что означает, что за все риски выплачивается одна страховая премия. Это означает, что полис покрывает как ущерб имуществу, так и ответственность за любые травмы и ущерб имуществу, причиненный владельцем или членами его семьи другим людям. Это может также включать ущерб, нанесённый домашними животными. США используют стандартизированные формы полисов, которые делят страховое покрытие на несколько категорий. Лимиты покрытия, как правило, указываются в процентах от основного покрытия, которое является покрытием для основного жилого помещения.
Стоимость страховки домовладельца часто зависит от того, сколько будет стоить восстановление жилья, и какие дополнительные индоссаменты или райдеры прилагаются к полису. Страховой полис является юридическим договором между страховой компанией и указанным страхователем (страхователями). Это договор о возмещении убытков, который вернёт застрахованного в состояние, в котором он был до потерь. Как правило, претензии в связи с наводнениями или войной исключаются из покрытия, наряду с другими стандартными исключениями. Для покрытия этих случаев можно приобрести специальную страховку, в том числе страховку от наводнения.

### Ценообразование
Основные факторы в определении цены включают местоположение, покрытие и размер страховки, которая основана на предполагаемой стоимости восстановления жилья.
Если для восстановления дома приобретено недостаточное покрытие, выплата по иску может облагаться штрафом по сострахованию. В этом случае застрахованный будет облагаться штрафом из своего кармана. В США страховщики используют поставщиков для оценки затрат, включая дочернюю компанию CoreLogic Marshall Swift-Boeckh, Verisk PropertyProfile и E2Value, но в конечном счете оставляют ответственность на потребителя. В 2013 году опрос показал, что около 60 % домов недооценены примерно на 17 процентов. В некоторых случаях оценки могут быть слишком низкими из-за «скачка спроса» после катастрофы. В качестве гарантии от неправильной оценки некоторые страховщики предлагают надстройки «расширенной восстановительной стоимости» («индоссаменты»), которые обеспечивают дополнительное покрытие в случае достижения лимита.
Цены могут быть ниже, если дом находится рядом с пожарной станцией или оборудован пожарными разбрызгивателями и пожарной сигнализацией; если в доме есть меры по смягчению ветра, такие как штормовые ставни; или если в доме установлена система безопасности и установлены утверждённые страховщиком замки .
Обычно оплата производится ежегодно.

## Страхование жилья в России
По сведениям 2019 года, в России застраховано не более 7,3 % жилья. В 2019 году вступил в силу Федеральный закон № 320-ФЗ, призванный увеличить долю застрахованного жилья в стране. Он предполагает страхование риска утраты жилья в результате чрезвычайной ситуации. Закон наделяет региональные власти правом разработки страховых программ, включающих и другие бытовые страховые риски (залив, пожар и т. п.).